# Balduin Pfiff
 Balduin Pfiff ist eine fiktive Roman- und Hörspielfigur des deutschen Autors Wolfgang Ecke (1927–1983). Die Abenteuer des kleinen, dicken Meisterdetektivs mit seinem Hund Pinsel, seinem Revolver Kunigunde (der tatsächlich lediglich ein Zigarrenanzünder ist) und seiner großen Vorliebe für literweise kalter Buttermilch wurden zwischen 1975 und 1983 verfasst. Spätere Erstveröffentlichungen, vor allem in Buchform bei den Verlagen Loewe und Otto Maier Ravensburg (bis zum Jahr 1987), stammen aus dem Nachlass des Autors.

## Zusammenfassung
Nachdem Wolfgang Ecke bis Anfang der 1970er Jahre einige hundert Rundfunk-Hörspiele für Kinder und Jugendliche geschrieben und ebenso erfolgreich andere kommerzielle Kinder-Lizenzen wie Robbi, Tobbi und das Fliewatüüt, Schweinchen Dick und seine Freunde und Catweazle als Hörspiel-Serien verfasst und produziert hatte, brachte er 1975 seine eigene, vorrangig für jüngere Leser gedachte Figur auf den Markt: den lustigen Meisterdetektiv Balduin Pfiff. Seiner Spezialität und seinem Metier, der kind- und jugendgerechten Kriminalgeschichte, blieb Ecke dabei treu.
Als menschlicher Titelheld der 1970er Jahre war Balduin Pfiff ein ebenso außergewöhnliches wie letzten Endes erfolgreiches Projekt. Die Vielzahl seiner Eigenschaften und Merkmale wie klein, dick, faul, ungeduldig, ständig am Essen, den Rest der Zeit auf der Couch liegend und schlafend, leicht aufbrausend und von sich ohne jeden Zweifel überzeugt, dennoch aber auch sehr klug, hilfsbereit und ein echter Meister seines Faches, machten Balduin Pfiff in der richtigen Mischung zu einem liebenswürdigen und vor allem lustigen Charakter. Wiederkehrende Figuren gab es nur wenige. Neben Balduin Pfiffs Hund Pinsel, der in der Geschichte Die Bronze-Räuber zum ersten Mal auftaucht, gibt es noch den Kriminalpolizisten Inspektor Schulz, den Taxifahrer Alfons Blaumichel (Dieser ist für Balduin Pfiff unverzichtbar, da Pfiff weder Auto noch Führerschein besitzt.) sowie die Nachbarin Frau Eulchen.
Großen Anteil am Erfolg hatte Wolfgang Eckes Schreibweise, die einfach gehalten war. Nicht der Kriminalfall und seine Lösung stehen im Vordergrund, sondern die Personen der Handlung, ihre Eigenheiten und Macken, die Dialoge und die sich aus der Interaktion heraus ergebenden, spaßigen bis slapstickartigen Situationen. Das zeigt sich vor allem bei den Hörspiel-Versionen der Geschichten, bei denen Kinder weitaus häufiger die einzelnen, lustigen Passagen wiedergeben, als den Kriminalfall selbst. Wolfgang Eckes Talent, einfühlsam und lustig zu charakterisieren, konnte sich vor allem bei seinen Balduin Pfiff-Geschichten voll entfalten, und man merkt – nicht nur an der Vielzahl der Geschichten, die er in nur acht Jahren verfasst hat –, dass ihm das Schreiben über Balduin Pfiff Spaß machte.
Der zweite wesentliche Faktor, weshalb Balduin Pfiff schnell bekannt und beliebt wurde, waren die lustigen Zeichnungen des Malers und Grafikers Erich Hölle (1925–1993), der Balduin Pfiff ab 1976 sein unverwechselbares Äußeres gab und dadurch auch visuell zum Leben erweckte. Jedes einzelne der insgesamt neun Balduin-Pfiff-Bücher besaß eine Fülle an Darstellungen des kleinen Meisterdetektivs, die Eckes Geschichten wie ein Bilderbuch ergänzten. Neben den Buchcovers der Originalausgaben vom Loewes-Verlag und den Taschenbuchausgaben von Ravensburger illustrierte Erich Hölle auch die Erstausgaben der Hörspiel-Schallplatten-Covers der Labels Bunny/WEA und Schwanni/Schwann-Bagel und etablierte damit das heute bekannte Bild von Balduin Pfiff.
Der dritte Faktor des Erfolges waren die Hörspiel-Versionen der Geschichten. In der Rolle des Balduin Pfiff engagierte man den erfahrenen deutschen Schauspieler und Kabarettisten Hans Jürgen Diedrich (1923–2012), dessen Stimme und Sprechweise perfekt zum klobig-aufmüpfigen Gesamtbild der Figur, wie auch zu deren lustigen Abenteuern passte. Diedrich sprach Balduin Pfiff auf sämtlichen kommerziellen Veröffentlichungen (insgesamt acht Langspielplatten bzw. Musikkassetten).

## Balduin-Pfiff-Bücher
| Buchtitel                                                                        | Erstveröffentlichung | Verlag |
| -------------------------------------------------------------------------------- | -------------------- | ------ |
| Das Geheimnis der Spieluhr                                                       | 1976                 | Loewes |
| Spuk nach Mitternacht                                                            | 1976                 | Loewes |
| Der Schrecken aller Geister                                                      | 1977                 | Loewes |
| Knautschgesicht und Fiedelfranz                                                  | 1978                 | Loewes |
| Da legte sich Balduin Pfiff auf den Bauch und machte sich flach wie eine Flunder | 1979                 | Loewes |
| Glatze mit Sommersprossen                                                        | 1980                 | Loewes |
| Der Trick der alten Tante                                                        | 1981                 | Loewes |
| Achtung Klappe – Die Leiden des Meisterdetektivs, als er ein Filmstar wurde      | 1983                 | Loewes |
| Im Reich der Gauner – Eine phantastische Bildergeschichte                        | 1983                 | Loewes |

## Balduin-Pfiff-Geschichten
- Achtung Klappe (1983)
- Als Sauerkirsche heiraten wollte (1980)
- Alte Möbel, alte Tricks (1987)
- Balduin Pfiff und der Dieb der feinen Düfte (1981)
- Balduin Pfiff und der falsche Ton (1986)
- Balduin Pfiff und der Feinschmecker (1986)
- Balduin Pfiff und der Floh im Porzellanladen (1986)
- Balduin Pfiff und der Gaunerbesuch (1983)
- Balduin Pfiff und die Ballade vom Nachtwächter (1981)
- Balduin Pfiff und die unsichtbare Erbschaft (1986)
- Besuch nach Mitternacht (1980)
- Da legte ich mich auf den Bauch und machte mich flach wie eine Flunder (1979)
- Das Familientreffen (1979)
- Das Geheimnis der Spieluhr (1976)
- Das Haus der Sonderlinge (1980)
- Das Hotelabenteuer (1976)
- Das Knallophon (1978)
- Das Skelett im Klassenzimmer (1980)
- Das vierbeinige Vermögen (1983)
- Der Banküberfall (1981)
- Der Einzelgänger (1986)
- Der Geheimnisvolle (1986)
- Der General der Zwerge (1980)
- Der Pampelmusentrick (1979)
- Der Schrecken aller Geister (1977)
- Der Täter mit dem Äther (1987)
- Der Trick der alten Tante (1981)
- Der Wespenschreck (1980)
- Die Bronze-Räuber (1977)
- Die Dame mit den schwarzlackierten Fingernägeln (1980)
- Die geheimnisvolle Verwandte (1987)
- Die Katze lässt das Mausen nicht (1979)
- Die Memoiren der Wanda S. (1981)
- Die parfümierte Kuh (1980)
- Die Spur der Schnecke (1987)
- Ein Balduin kommt selten allein (1987)
- Ein maßgeschneiderter Weihnachtsbaum (1983)
- Ein ungeladener Hochzeitsgast (1979)
- Ein zuckersüßer Gaunerstreich (1979)
- Eine Handvoll Dieb (1976)
- Eine phantastische Geschichte (1987)
- Eine tolle Familie (1981)
- Glatze mit Sommersprossen (1980)
- Im Reich der Gauner (1983)
- Knautschgesicht und Fiedelfranz (1978)
- Meisterdetektiv Balduin Pfiff und der Tintenkleckser (1979)
- Meisterdetektiv Balduin Pfiff und die Briefschreiber (1978)
- Meisterdetektiv Balduin Pfiff und die Drillinge (1977)
- Ohrenzeuge wider Willen (1981)
- Spuk nach Mitternacht (1976)
- Tote Fliegen (1980)
- Treffpunkt Bauerngirgl (1980)
- Überfall bei laufendem Motor (1983)
- Übermut tut selten gut… (1987)
- Unternehmen Klapperschlange (1983)
- Zwei Neffen zu Besuch (1983)

## Balduin-Pfiff-Rezepte
Der passionierte und kulinarisch experimentierfreudige Hobbykoch Balduin Pfiff, der sowohl gerne als auch oft und viel isst, gab in seinen Büchern – und exklusiv im Comicmagazin Yps – einige seiner Lieblingsrezepte bekannt. Wolfgang Ecke garnierte diese Rezepte in den Büchern mit zusätzlichen kleinen Hintergrundgeschichten und schrieb 1978/79 für Yps eine 25-teilige Serie, in der die bekanntesten, aber auch einige neue Kreationen veröffentlicht wurden. Die Namen der Gerichte sind:
- Almflundern (1979)
- Asphaltbier (1979)
- Bettlersekt (1979)
- Chinese mit Sommersprossen (1977)
- Der Röcheltorpedo (1979)
- Die Yps-Wundersuppe (1979)
- Fledermäuse in Majonäse (1979)
- Gesalzenes Piratenhack (1978)
- Glücksquelle (1979)
- Hahnschrei (1978)
- Hottentottenblut (1979)
- Kartoffelpalette a la de Borthega (1979)
- Königlich-Sächsische Kartoffelsuppe (1977)
- Königlich-Sächsische Quarkkeulchen (1979)
- Königlich-Sächsischer Kartoffelsalat (1979)
- Kriminalisten-Cocktail (1978)
- Kutscherglück (1979)
- Mexikanisches Indianerfeuer (1979)
- Polenrache (1979)
- Polizistengedächtnishilfe (1979)
- Poseidons Gruß (1979)
- Scharfe Kringel (1979)
- Toblerone-Fondue (1979)
- Tränenomelett (1979)
- Traumtropfen (1979)
- Wachmacher (1980)

## Sonstiges von Balduin Pfiff
- Balduin Pfiffs Sprüche-Repertoire (1980)
- Eine Wette, die man nie verliert (1979)

## Balduin-Pfiff-Hörspiele
Mit Ausnahme der beiden Veröffentlichungen Die Dame mit den schwarzlackierten Fingernägeln und Der General der Zwerge sind alle Langspielplatten-Produktionen als Hörspiele gestaltet. Die einzelnen Geschichten von Die Dame mit den schwarzlackierten Fingernägeln und Der General der Zwerge hingegen sind Lesungen von Hans Jürgen Diedrich. Dabei wurden die Kurzgeschichten zum Teil nochmals gekürzt oder von Diedrich stellenweise neu interpretiert.
| Hörspiel-Titel                                  | Geschichten                                        | Jahr | Label                    |
| ----------------------------------------------- | -------------------------------------------------- | ---- | ------------------------ |
| Meisterdetektiv Balduin Pfiff                   | 1. Das Geheimnis der Spieluhr                      | 1975 | Bunny / WEA              |
|                                                 | 2. Eine Handvoll Dieb                              |      |                          |
| Spuk nach Mitternacht                           | 1. Spuk nach Mitternacht                           | 1976 | Bunny / WEA              |
|                                                 | 2. Das Hotelabenteuer                              |      |                          |
| Der Schrecken aller Geister                     | 1. Der Schrecken aller Geister                     | 1979 | Bunny / WEA              |
|                                                 | 2. Die Bronze-Räuber                               |      |                          |
| Knautschgesicht und Fiedelfranz                 | 1. Knautschgesicht und Fiedelfranz                 | 1979 | Bunny / WEA              |
|                                                 | 2. Das Knallophon                                  |      |                          |
| Die Dame mit den schwarzlackierten Fingernägeln | 1. Die Dame mit den schwarzlackierten Fingernägeln | 1981 | Schwanni / Schwann-Bagel |
|                                                 | 2. Die parfümierte Kuh                             |      |                          |
|                                                 | 3. Besuch nach Mitternacht                         |      |                          |
| Der General der Zwerge                          | 1. Der General der Zwerge                          | 1981 | Schwanni / Schwann-Bagel |
|                                                 | 2. Tote Fliegen                                    |      |                          |
|                                                 | 3. Die Ballade vom Nachtwächter                    |      |                          |
| Glatze mit Sommersprossen – Teil 1              | Einer Reise erster Teil                            | 1982 | Schwanni / Schwann-Bagel |
| Glatze mit Sommersprossen – Teil 2              | Jojo, der Schrecken des Schiffes                   | 1982 | Schwanni / Schwann-Bagel |